# صموئيل جيبسون ديكسون
صموئيل جيبسون ديكسون (بالإنجليزية: Samuel Gibson Dixon) هو جراثيمي ومحامي وطبيب أمريكي، ولد في 23 مارس 1851 في فيلادلفيا في الولايات المتحدة، وتوفي بنفس المكان في 26 فبراير 1918.